# Apple Fitness+
Apple Fitness+ ist ein kostenpflichtiger Video-on-Demand-Dienst mit Fitness-Übungsanleitungen des US-amerikanischen Unternehmens Apple. Der am 14. Dezember 2020 eingeführte Abonnementdienst beinhaltet Trainingsvideos aus neun verschiedenen Kategorien, die von professionellen Trainern zu Musik angeleitet werden. Fitness+ zeichnet sich durch eine enge Verzahnung mit der Apple Watch aus. Es steht in Konkurrenz zu anderen digitalen Trainingsangeboten, etwa von Peloton, Nike und Freeletics.

## Geschichte
Apple Fitness+ wurde anlässlich des Apple Special Events am 15. September 2020 der Öffentlichkeit vorgestellt. Die Markteinführung während der Corona-Pandemie fiel in eine Zeit, in der viele Verbraucher sich zunehmend hin zu digitalen Fitnessangeboten für das Training zuhause orientierten. Dennoch betont Apple, dass die Einführung von Fitness+ schon „einige Zeit vorher“ geplant worden sei. Das Produkt stärkt die Positionierung von Apple im Gesundheitsbereich, in dem Tim Cook, CEO von Apple, den größten gesellschaftlichen Beitrag des Unternehmens erwartet. Es fügt sich ein in die Strategie des Konzerns, sein Dienstleistungsangebot auszubauen, um die wirtschaftliche Abhängigkeit von den Verkäufen des iPhone zu reduzieren.
Apple hat bislang keine Nutzerzahlen zu dem Angebot veröffentlicht und bricht die Umsatzzahlen seiner Dienstleistungen in seinen Geschäftsberichten nicht auf einzelne Angebote herunter.

## Funktionsumfang
Fitness+ ist auf iPhone, iPad und Apple TV verfügbar. Es umfasst Übungen aus den Kategorien Rumpftraining, Krafttraining, Radfahren, Tanzen, Hochintensitäts-Training (HIT), Rudern, Laufband, Yoga und achtsame Entspannung.
Nutzer einer Apple Watch können Trainingsdaten wie Energieumsatz und Herzfrequenz sowie ihre Apple Health Aktivitätsringe live im Trainingsvideo einblenden lassen. Bei Ausdauersportarten kann zudem mittels der Burn Bar die eigene Trainingsleistung im Vergleich zur Gesamtheit der anderen Nutzer angezeigt werden. Der Dienst umfasst jedoch keine umfangreichen Community-Funktionen, wie sie etwa bei Peloton vorhanden sind. Apple Fitness+ kann auch ohne eine Apple Watch genutzt werden, wobei dann keine Anzeige gemessener Trainingsdaten erfolgt. Seit iOS 16.1 ist für die Buchung und Einrichtung des kostenpflichtigen Services keine Apple Watch mehr notwendig. 
Zur Produkteinführung stehen Videos von 21 professionellen Trainern zur Verfügung. Wöchentlich werden dem Angebot rund 20 neue Videos hinzugefügt. Alle Übungen werden auch in einer modifizierten, leichteren Variante gezeigt, die sich an Personen mit geringer Fitness oder körperlichen Einschränkungen richtet. Jedes Workout wird von einer kuratierten Playlist begleitet, welche Apple-Music-Abonnenten ihrer Mediathek hinzufügen können. Es besteht keine Möglichkeit, eine eigene Musikauswahl zu verwenden.
Unter den Trainern sind unterschiedliche Ethnien und Altersgruppen sowie Menschen mit Behinderung repräsentiert. Es werden vereinzelte Gesten aus der Gebärdensprache eingesetzt, um die Videos inklusiver zu gestalten.

## Datenschutz
Apple gibt an, Empfehlungen für Fitness+ würden nur auf dem jeweiligen Gerät generiert. Trainingsdaten würden lokal gespeichert und weder die verbrauchte Nahrungsenergie noch die vom Nutzer ausgewählten Workouts und Trainer mit der Apple-ID des Nutzers gespeichert.

## Verfügbarkeit
Zur Produkteinführung wurde der Dienst nur in Australien, Großbritannien, Irland, Kanada, Neuseeland und den USA bereitgestellt. Seit dem 3. November 2021 ist der Dienst in weiteren 14 Ländern verfügbar. Darunter sind unter anderem Deutschland, Österreich und die Schweiz. In diesen Ländern steht Nutzern über einen Reiter in der Fitness-App für iOS zur Verfügung.